# Zoran Kvržić
Zoran Kvržić, né le 7 août 1988, est un footballeur international bosnien évoluant actuellement au poste de milieu latéral droit au Borac Banja Luka.

## Biographie
Au mois de janvier 2020, Kvržić signe au club turc du Kayserispor.
Titulaire pour ses débuts en Süper Lig contre l'Alanyaspor, Kvržić reçoit un carton rouge dès son premier match en Turquie.
Kvržić joue pour la première fois avec la Bosnie-Herzégovine le 16 décembre 2011 contre la Pologne.
Ses trois autres sélections sont contre le Liechtenstein en octobre 2013, l'Argentine en novembre 2013 et Israël en novembre 2014.

## Palmarès
- Vainqueur de la Coupe de Croatie en 2014 avec le HNK Rijeka
- Vainqueur de la Supercoupe de Croatie en 2014 avec le HNK Rijeka
- Championnat de Moldavie en 2017